# غلاديس باركر
غلاديس باركر (بالإنجليزية: Gladys Parker)‏ هي رسامة كارتون ومصممة أزياء أمريكية، ولدت في 21 مارس 1908 في نورث توناواندا في الولايات المتحدة، وتوفيت في 28 أبريل 1966 في لوس أنجلوس في الولايات المتحدة.